# Kiemenkammer
Als Kiemenkammer bezeichnet man bei Höheren Krebsen einen vom Rückenpanzer (Carapax) gebildeten Raum, in dem die Kiemen liegen. Ihre Innenwand wird durch kräftige Platten der Pleuriten (Epimere) gebildet, die die Kiemenkammer von der Thoraxhöhle abgrenzen. Die Außenwand wird von einer dünnen Membran gebildet. Die Öffnung liegt unten-innen im Bereich der Hüftglieder der Schreitbeine und ist mit feinen Härchen zur Schmutzfilterung besetzt. Die Kiemenkammer ist mit einem vor ihr liegenden Raum verbunden (präbranchiale Kammer), in dem eine breite, bewegliche Platte liegt. Diese ist ein Anhang des zweiten Kieferfußes (Maxille) und wird als Scaphognathit bezeichnet. Er wirkt wie ein Fächer und transportiert das Wasser aus der präbranchialen Kammer und saugt dadurch Wasser in die Kiemenkammer. Durch Schlagumkehr kann das Wasser auch in gegenläufiger Richtung transportiert werden. Dies dient der Entfernung von Schmutzpartikeln.
Der Scaphognathit erzeugt bei größeren Krebsen in der Kiemenhöhle einen Unterdruck von −10 bis −15 mmHg, Extremwerte sind −45 mmHg. Ein Edelkrebs erreicht damit einen Wasserdurchsatz von bis zu 0,8 l pro Stunde. Bei Abnahme des Sauerstoffgehalts im Wasser erhöht sich die Schlagzahl des Scaphognathiten.
Bei semiterrestrischen Krabben wird die Kiemenhöhle vor dem Landgang mit Wasser gefüllt. An Land pumpen die Scaphognathiten Wasser aus der vorderen Öffnung, wo es in Rinnen und entlang von Borsten zur hinteren Öffnung fließt, hier mit Sauerstoff angereichert wird und am hinteren Eingang zurück in die Kiemenkammer gesaugt wird. Bei Landkrabben verhindern Chitinstützstrukturen das Kollabieren der Kiemen und behaarte Polster dienen ihrer Befeuchtung. Bei einigen Landkrabben (Ocypode und Geograpsus spp.) ist der Innenraum der Kiemenkammer mit gut durchbluteten Leisten und Membranen (Branchiostegalmembranen) besetzt, die einen direkten Sauerstoffaustausch mit der Luft ermöglichen (Crustaceen-Lunge). Hier ist die Atmung also eher eine Lungen- denn Kiemenatmung.